# Redmond Gerard
Redmond Gerard (conocido como Red Gerard; Westlake, 29 de junio de 2000) es un deportista estadounidense que compitió en snowboard, especialista en la prueba de slopestyle.
Participó en dos Juegos Olímpicos de Invierno, obteniendo una medalla de oro en Pyeongchang 2018, en la prueba de slopestyle, y el cuarto lugar en Pekín 2022, en la misma prueba. Adicionalmente, consiguió tres medallas en los X Games de Invierno.

## Medallero internacional
| Juegos Olímpicos | Juegos Olímpicos            | Juegos Olímpicos | Juegos Olímpicos |
| Año              | Lugar                       | Medalla          | Prueba           |
| ---------------- | --------------------------- | ---------------- | ---------------- |
| 2018             | Pyeongchang (Corea del Sur) | Medalla de oro   | Slopestyle       |

| X Games de Invierno | X Games de Invierno    | X Games de Invierno | X Games de Invierno |
| Año                 | Lugar                  | Medalla             | Prueba              |
| ------------------- | ---------------------- | ------------------- | ------------------- |
| 2020                | Aspen (Estados Unidos) | Medalla de bronce   | Slopestyle          |
| 2024                | Aspen (Estados Unidos) | Medalla de oro      | Slopestyle          |
| 2025                | Aspen (Estados Unidos) | Medalla de oro      | Slopestyle          |